# 怪物はささやく
『怪物はささやく』（かいぶつはささやく、A Monster Calls）は、2016年のスペイン・アメリカ合衆国のダーク・ファンタジー・ドラマ映画。監督はフアン・アントニオ・バヨナ。原作は英国史上初のカーネギー賞とケイト・グリーナウェイ賞のW受賞を果たしたパトリック・ネスの『怪物はささやく』であり、映画の脚本もネスが担当した。母親とふたりで暮らしている12歳の少年コナーのもとに怪物が現れ、隠している“真実”を語れと迫る模様を描く。出演はシガニー・ウィーバー、フェリシティ・ジョーンズ、トビー・ケベル、ルイス・マクドゥーガル、リーアム・ニーソン。
2016年9月10日にトロント国際映画祭でプレミア上映された。2016年10月7日にスペインで、2017年1月1日にイギリスで一般劇場公開された。アメリカ合衆国では2016年12月23日に先行上映が開始され、2017年1月6日に拡大公開された。主題、演出、演技、視覚効果などで称賛され、好意的な批評を受けている。製作費は4300万ドルであり、全世界の興行収入は4720万ドルだった。

## キャスト
怪物役のリーアム・ニーソンは声とモーションピクチャーのみの出演である。
※括弧内は日本語吹替
- コナー・オマリー - ルイス・マクドゥーガル（英語版）（田村睦心）

孤独な少年。
- クレイトン婦人 - シガニー・ウィーバー（塩田朋子）: コナーの祖母
- エリザベス・クレイトン - フェリシティ・ジョーンズ（実川貴美子）: コナーの母
- リアム・オマリー - トビー・ケベル（森宮隆）: コナーの父
- 怪物 - リーアム・ニーソン（石塚運昇）

木の怪物。
- 5歳のコナー - マックス・ゴールズ
- ハリー - ジェイムズ・メルヴィル: いじめっ子
- 校長 - ジェラルディン・チャップリン

## 製作

### 撮影前
フォーカス・フィーチャーズは2014年3月に『怪物はささやく』の映画化権を取得した。小説の原作者であるパトリック・ネスが映画の脚本を執筆、フアン・アントニオ・バヨナが監督に登用された。
2014年4月23日にはフェリシティ・ジョーンズが母親役でキャストに加わった。5月8日にはリーアム・ニーソンが怪物の声役でキャストに加わった。8月18日にはシガニー・ウィーバーが祖母役でキャストに加わり、8月19日にはトビー・ケベルが父親役でキャストに加わった。9月3日、脚本家のネスは主役がルイス・マクドゥーガルになるとツイートした。9月30日にはジェラルディン・チャップリンもキャストに加わった。

### 撮影
2014年9月30日にスペインとイギリスで主要撮影が開始された。10月9日にはランカシャー州プレストンなどでの撮影が開始された。怪物の声を担当したニーソンは、主要撮影の過程には加わらず、マクドゥーガルと一緒に室内でモーションキャプチャーの演技を行った。

### 公開
アメリカ合衆国ではもともと2016年10月に公開される予定だったが、『ジャック・リーチャー NEVER GO BACK』（トム・クルーズ主演）、『タイラー・ペリーの出たぞ〜! マデアのハロウィン』（コメディホラー映画）、『ウィジャ ビギニング 〜呪い襲い殺す〜』（ホラー映画）、『Mr.&Mrs. スパイ』との競合を避けるために公開が遅らせられた。2016年12月23日にアメリカ合衆国で限定公開が開始され、2017年1月6日に拡大公開された。2017年1月1日にはイギリスで、1月6日にはインドで公開された。

## 評価

### 興行収入
本作品の製作費は4300万ドルである。アメリカ合衆国とカナダでは計370万ドル、その他の地域では計4350万ドル、あわせて4720万ドルの興行収入を得た。
北アメリカでは『アンダーワールド ブラッド・ウォーズ』と同時に、また『ドリーム』と『LION/ライオン 〜25年目のただいま〜』の公開拡大と同時に公開された。当初、公開週末には1523館で1000万ドル以上を稼ぐと予測されていた。しかし公開初日には659,000ドルしか稼げず、公開週末の興行収入予測は200万ドルに引き下げられた。結局、公開週末の興行収入は13位に終わった。拡大公開された第2週末には537,262ドル（74.2%減）となり、公開劇場が42館にまで減ってしまった第3週には19,080ドル（96.4%減）となった。

### 批評
Rotten Tomatoesは232件のレビューにもとづいて、支持率を88%と、平均得点を7.6/10点としている。Metacriticは40件のレビューにもとづいて100点中76点とし、「概して好意的」としている。

## 受賞とノミネート
| 映画祭/映画賞                          | 日付           | 部門                        | 対象者                                                 | 結果       | 出典          |
| -------------------------------------- | -------------- | --------------------------- | ------------------------------------------------------ | ---------- | ------------- |
| AARP映画賞                             | 2017年2月6日   | 助演女優賞                  | シガニー・ウィーバー                                   | ノミネート | [ 30 ]        |
| AARP映画賞                             | 2017年2月6日   | 世代間映画賞                |                                                        | ノミネート | [ 30 ]        |
| Camerimage                             | 2016年11月19日 | 撮影賞                      | オスカル・ファウラ                                     | ノミネート | [ 31 ]        |
| 放送映画批評家協会賞                   | 2016年12月11日 | 新人男優賞                  | ルイス・マクドゥーガル                                 | ノミネート | [ 32 ]        |
| 放送映画批評家協会賞                   | 2016年12月11日 | 特殊効果賞                  |                                                        | ノミネート | [ 32 ]        |
| デトロイト映画批評家協会賞             | 2016年12月19日 | 助演女優賞                  | フェリシティ・ジョーンズ                               | ノミネート | [ 33 ]        |
| エンパイア賞                           | 2017年3月19日  | SF/ファンタジー作品賞       |                                                        | 受賞       | [ 34 ]        |
| エンパイア賞                           | 2017年3月19日  | 新人男優賞                  | ルイス・マクドゥーガル                                 | ノミネート | [ 34 ]        |
| イブニング・スタンダードイギリス映画賞 | 2016年12月8日  | ブレイクスルー賞            | ルイス・マクドゥーガル                                 | ノミネート | [ 35 ]        |
| ガウディ賞                             | 2017年1月29日  | 作品賞                      |                                                        | 受賞       | [ 36 ]        |
| ガウディ賞                             | 2017年1月29日  | 非カタルーニャ語映画賞      |                                                        | 受賞       | [ 36 ]        |
| ガウディ賞                             | 2017年1月29日  | 監督賞                      | フアン・アントニオ・バヨナ                             | 受賞       | [ 36 ]        |
| ガウディ賞                             | 2017年1月29日  | プロダクション賞            | サンドラ・エルミダ                                     | 受賞       | [ 36 ]        |
| ガウディ賞                             | 2017年1月29日  | 美術賞                      | エウヘニオ・カバジェロ                                 | 受賞       | [ 36 ]        |
| ガウディ賞                             | 2017年1月29日  | 編集賞                      | ジャウマ・マルティ ベルナト・ビラプラーナ              | 受賞       | [ 36 ]        |
| ガウディ賞                             | 2017年1月29日  | 撮影賞                      | オスカル・ファウラ                                     | 受賞       | [ 36 ]        |
| ガウディ賞                             | 2017年1月29日  | 音響賞                      | ピーター・グロソップ マルク・オルツ ウリオル・タラゴー | 受賞       | [ 36 ]        |
| ガウディ賞                             | 2017年1月29日  | 特殊効果賞                  | フェリックス・ベルヘス パウ・コスタ                    | 受賞       | [ 36 ]        |
| 黄金トマト賞                           | 2017年1月12日  | イギリス映画賞              |                                                        | 次点       | [ 37 ]        |
| 黄金トマト賞                           | 2017年1月12日  | キッズ/ファミリー映画賞     |                                                        | 次次点     | [ 37 ]        |
| ゴヤ賞                                 | 2017年2月4日   | 作品賞                      |                                                        | ノミネート | [ 38 ]        |
| ゴヤ賞                                 | 2017年2月4日   | 監督賞                      | フアン・アントニオ・バヨナ                             | 受賞       | [ 38 ]        |
| ゴヤ賞                                 | 2017年2月4日   | 助演女優賞                  | シガニー・ウィーバー                                   | ノミネート | [ 38 ]        |
| ゴヤ賞                                 | 2017年2月4日   | 脚色賞                      | パトリック・ネス                                       | ノミネート | [ 38 ]        |
| ゴヤ賞                                 | 2017年2月4日   | 作曲賞                      | フェルナンド・ベラスケス                               | 受賞       | [ 38 ]        |
| ゴヤ賞                                 | 2017年2月4日   | 撮影賞                      | オスカル・ファウラ                                     | 受賞       | [ 38 ]        |
| ゴヤ賞                                 | 2017年2月4日   | 編集賞                      | ジャウマ・マルティ ベルナト・ビラプラーナ              | 受賞       | [ 38 ]        |
| ゴヤ賞                                 | 2017年2月4日   | プロダクション賞            | サンドラ・エルミダ                                     | 受賞       | [ 38 ]        |
| ゴヤ賞                                 | 2017年2月4日   | 美術賞                      | エウヘニオ・カバジェロ                                 | 受賞       | [ 38 ]        |
| ゴヤ賞                                 | 2017年2月4日   | メイキャップ&ヘアスタイル賞 | マレセ・ランガン ダビド・マルティ                      | 受賞       | [ 38 ]        |
| ゴヤ賞                                 | 2017年2月4日   | 音響賞                      | ピーター・グロソップ マルク・オルツ ウリオル・タラゴー | 受賞       | [ 38 ]        |
| ゴヤ賞                                 | 2017年2月4日   | 特殊効果賞                  | フェリックス・ベルヘス パウ・コスタ                    | 受賞       | [ 38 ]        |
| ロンドン映画批評家協会賞               | 2017年1月22日  | 新人男優賞                  | ルイス・マクドゥーガル                                 | 受賞       | [ 39 ]        |
| フェロス賞                             | 2017年1月23日  | ドラマ作品賞                |                                                        | ノミネート | [ 40 ]        |
| フェロス賞                             | 2017年1月23日  | 監督賞                      | フアン・アントニオ・バヨナ                             | ノミネート | [ 40 ]        |
| フェロス賞                             | 2017年1月23日  | 脚本賞                      | パトリック・ネス                                       | ノミネート | [ 40 ]        |
| フェロス賞                             | 2017年1月23日  | 主演男優賞                  | ルイス・マクドゥーガル                                 | ノミネート | [ 40 ]        |
| フェロス賞                             | 2017年1月23日  | 作曲賞                      | フェルナンド・ベラスケス                               | 受賞       | [ 40 ]        |
| フェロス賞                             | 2017年1月23日  | 予告編賞                    |                                                        | ノミネート | [ 40 ]        |
| フェロス賞                             | 2017年1月23日  | ポスター賞                  |                                                        | ノミネート | [ 40 ]        |
| サンディエゴ映画批評家協会             | 2016年12月12日 | 特殊効果賞                  |                                                        | ノミネート | [ 41 ] [ 42 ] |
| サターン賞                             | 2017年1月28日  | ファンタジー作品賞          |                                                        | ノミネート | [ 43 ]        |
| サターン賞                             | 2017年1月28日  | 新人賞                      | ルイス・マクドゥーガル                                 | ノミネート | [ 43 ]        |
| セントルイス映画批評家協会賞           | 2016年12月18日 | 特殊効果賞                  |                                                        | ノミネート | [ 44 ]        |
| ワシントンD.C.映画批評家協会賞         | 2016年12月5日  | 新人賞                      | ルイス・マクドゥーガル                                 | ノミネート | [ 45 ]        |
| ワシントンD.C.映画批評家協会賞         | 2016年12月5日  | 脚色賞                      | パトリック・ネス                                       | ノミネート | [ 45 ]        |
| ワシントンD.C.映画批評家協会賞         | 2016年12月5日  | 声優賞                      | リーアム・ニーソン                                     | 受賞       | [ 45 ]        |
| ワシントンD.C.映画批評家協会賞         | 2016年12月5日  | モーションキャプチャー賞    | リーアム・ニーソン                                     | ノミネート | [ 45 ]        |